# Poebrotherium
A Poebrotherium az emlősök (Mammalia) osztályának párosujjú patások (Artiodactyla) rendjébe, ezen belül a tevefélék (Camelidae) családjába tartozó fosszilis nem.

## Előfordulása
A Poebrotherium Észak-Amerika területén élt, az eocén és oligocén korok határán, mindegy 7,2 millió évig maradt fent.

## Felfedezése

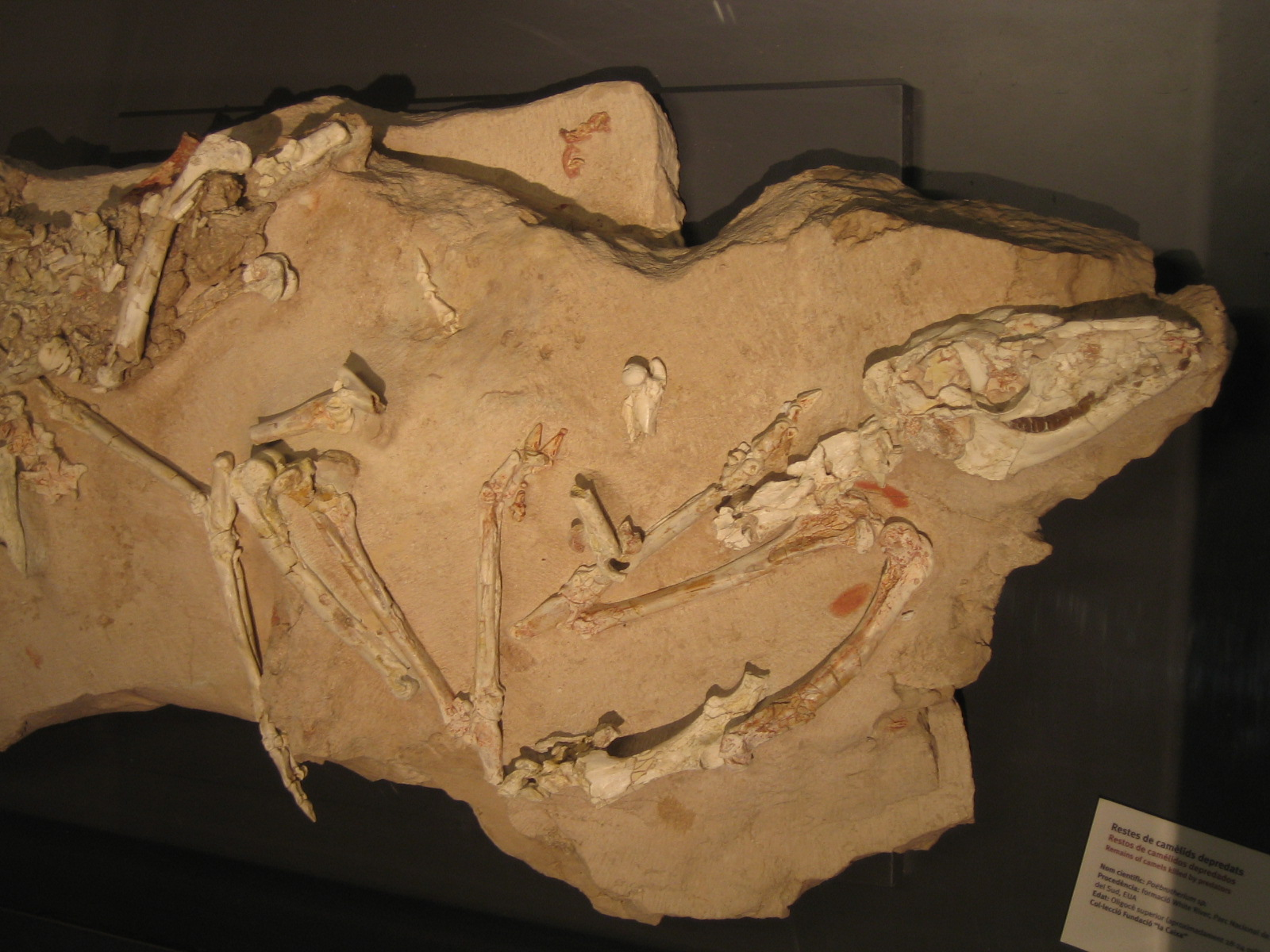
Poebrotherium sp. kövület a barcelonai CosmoCaixa-ban

A Poebrotherium nevet először Joseph Leidy adta 1847-ben, és 1853-ban helyezte be az úgynevezett White River Fauna (White River állatvilág) közé. Miközben Samuel Culbertson, aki Nebraska államban prémesállatok után kutatott, különleges maradványokra bukkant. Ezekből a csontokból egy dobozzal keletre küldött, ahol a családja élt, de ők nem tudták, hogy mitévők legyenek, tovább küldték Leidynak, hogy állapítsa meg milyen állathoz tartoznak a csontok. A dobozban több állatfaj csontja is ott volt, de Leidy szerint a legérdekesebb egy kisebb őz vagy juh méretű állat volt. A részleges koponya mellett egy hiányos mellső láb is volt. Habár kevés volt ez állatfaj maradványainak száma, Leidy mégis megállapította, hogy egy teveféléről van szó, amely nagyon hasonlíthatott a mai lámára. 1848-ban több Poebrotherium kövületet fedeztek fel, amely megerősítette a megállapítást. Ez a csomag felkeltette Leidy kíváncsiságát és gyűjtőket küldött az amerikai múzeumoktól a White River környékére, hogy még több kövületet gyűjtsenek be. 1848 és 1853 között több kövületekkel teli láda érkezett Leidyhoz, de csak 3 Poebrotherium fogmaradvány volt, a többi maradványok más állatokhoz tartóztak.

## Rendszerezés
A nembe az alábbi fajok tartoztak:
- †Poebrotherium chadronense vagy †Poebrotherium chadronensis
- †Poebrotherium eximium
- †Poebrotherium wilsoni típusfaj - szinonimája: Poebrotherium andersoni

## Neve
A Poebrotherium „fűevő szörny”-et jelent.

## Megjelenése

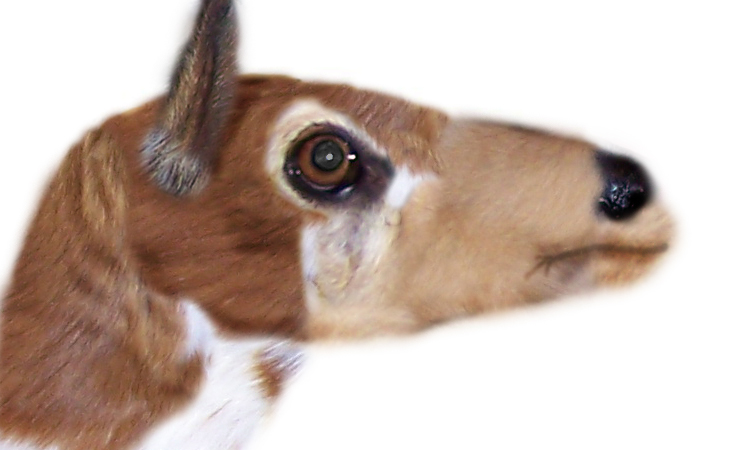
A P. wilsoni rekonstrukciója. Egy művész szerint így nézhetett ki az állat. Megfigyelhető a hasonlóság a lámával

Az állat majdnem úgy nézett ki, mint a mai tevefélék, de 90 centiméteres marmagasságával inkább juh méretű volt. Koponyája hasonlított a lámáéra, lábai patákban végződtek és sebességre utalnak. Lábainak felépítése fejlettebb, mint a Protylopusé, amely az eocénban élt és a tevefélék ősének tekintik. Habár lábainak felépítése a nyílt pusztákon való életre utal, az állat nem volt ehhez az élőhelyhez kötve; maradványait fosszilizálódott erdőkben és folyópartokon is megtalálták. A Poebrotherium fogai többféle táplálék fogyasztására voltak alkalmasak, nem mint a mai teveféléké, amelyeknek inkább specializálódott fogaik vannak. Habár neve „fűevő szörny”-et jelent, az állat a füvek mellett a bokrok vagy cserjék leveleit is lerághatta.

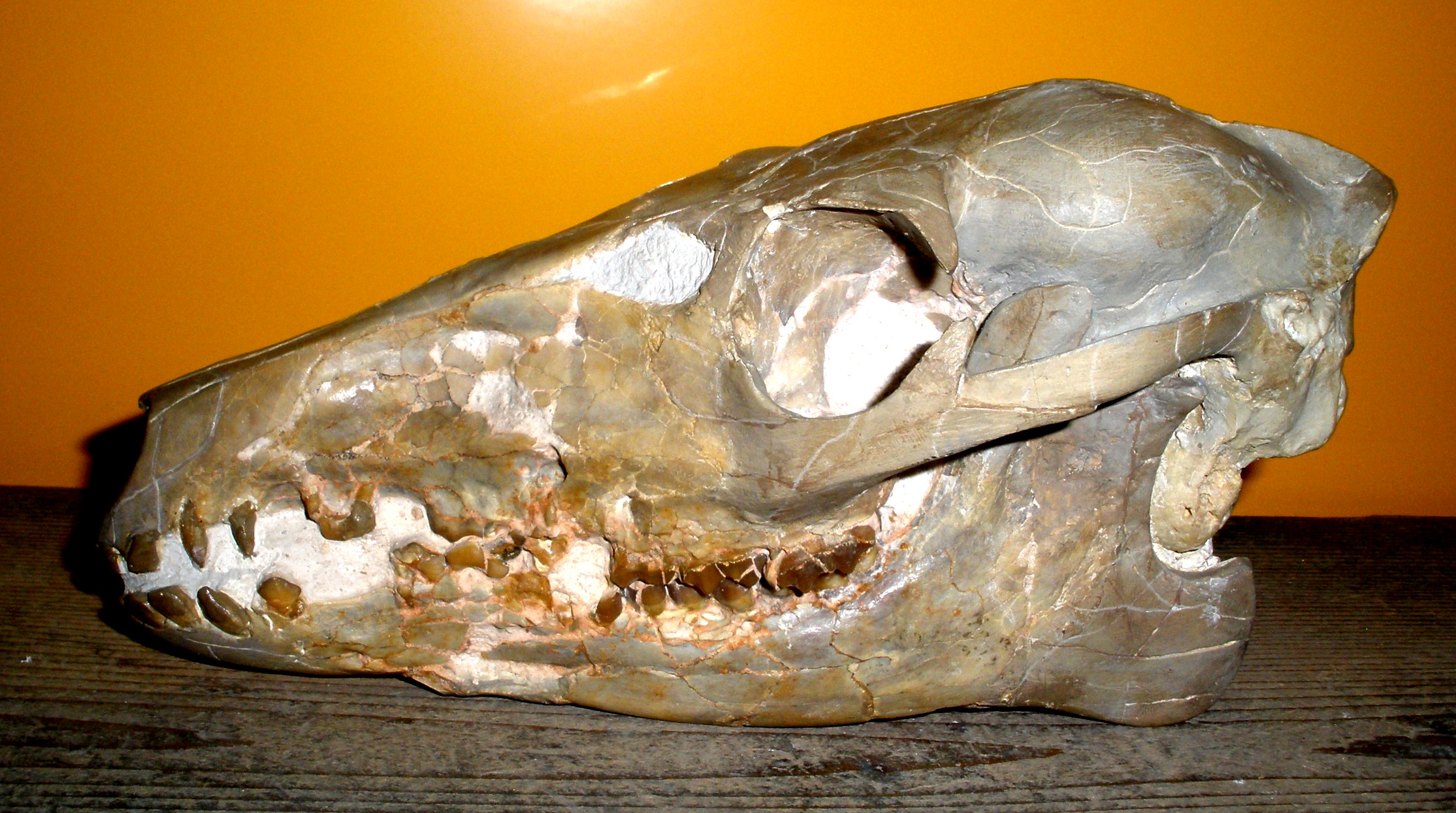
Poebrotherium wilsoni koponya

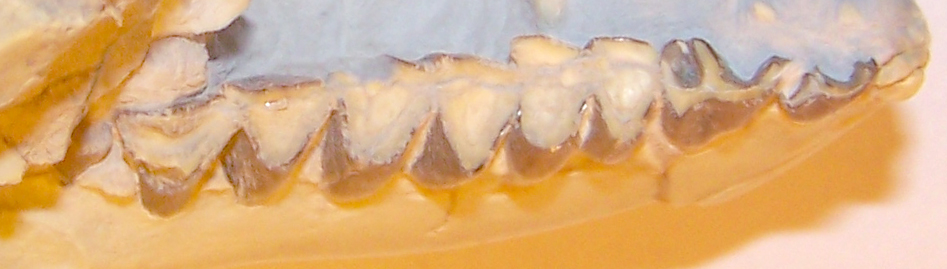
Egy fiatal P. wilsoni jobb oldali fogsora, amelyet a White River Badlands-nél találtak

Eltérően a mai rokonoktól, amelyek vagy a sivatagi vagy a havasi élethez alkalmazkodtak, a Poebrotherium a White River állatvilágban a gazellák vagy a szarvasfélék helyét töltötte be. Ezt a vonást egy kéaőbbi teveféle, a Stenomylus tökéletesítette. A maradványok azt mutatják, hogy az entelodontidae családhoz tartozó Archaeotherium kedvenc zsákmányállata a Poebrotherium volt. Megkövesedett, részben megevett Poebrotherium maradványokat találtak, olyan helyeken, amelyek tárhelyeknek néznek ki. A White River környékén abban az időben az Archaeotherium tárolt táplálékot a szűkösebb időkre.
M. Mendoza, C. M. Janis és P. Palmqvist négy Poebrotheriumnak próbálta megállapítani a tömegét. A következő adatokat kapták, növekedési sorrendben: 29,8 kg., 30,4 kg., 35,4 kg. és 42,9 kg.

## Fordítás
- Ez a szócikk részben vagy egészben  a   Poebrotherium című angol Wikipédia-szócikk fordításán alapul.  Az eredeti cikk szerkesztőit annak laptörténete sorolja fel. Ez a jelzés csupán a megfogalmazás eredetét és a szerzői jogokat jelzi, nem szolgál a cikkben szereplő információk forrásmegjelöléseként.